# Blokovací kondenzátor
Blokovací kondenzátor je kondenzátor používaný k oddělování jedné části elektrické sítě obvodu od jiné. Rušení způsobené prvky jiného obvodu je přesouváno kondenzátorem, a to redukuje efekty, které mají na zbytek obvodu.
Například, když je úroveň napětí pro nějaké zařízení pevně daná, změny v úbytku napětí se projevují na změnách ve spotřebě el. proudu. Zdroj elektřiny se musí přizpůsobovat těmto změnám v odběru proudu s co nejmenšími změnami v napětí. Když se změní odběr proudu v uvažovaném zařízení, vždycky je nějaké zpoždění, než zdroj zareaguje. V důsledku toho se napětí na zařízení na krátkou dobu změní, než zdroj zareaguje. Regulátor napětí přizpůsobí množství dodávaného proudu, ale může efektivně udržovat napětí v časových rámcích přibližně milisekund. Některé speciální regulované zdroje zvládají reagovat i ve stamiliontinách sekundy (v řádu nanosekund). Pro přechodové jevy v napětí, které se odehrávají v menších časových rámcích, vzniká zpoždění, než regulátor napětí odpoví na odběr.
Pro zmírnění tohoto zpoždění se používá právě kondenzátor, kterému se v této aplikaci říká blokovací. Blokovací kondenzátor pracuje jako lokální rezervní zdroj. Kondenzátor nemůže poskytovat stejnosměrný proud, protože uchovává jen málo energie. Může ale touto energii zahlazovat její krátkodobý nedostatek. Kondenzátory zapojené jako blokovací jsou efektivní pro změny v časových rámcích milisekund až nanosekund. Blokovací kondenzátory nejsou efektivní pro změny mimo tento interval.
Alternativní výraz pro takto použitý kondenzátor je oddělovací kondenzátor, protože slouží vlastně k obejití/oddělení zdroje nebo jiných komponent s vysokou impedancí v obvodu.
Z pohledu funkce rozlišujeme tři druhy blokovacích kondenzátorů:
1. Filtrační (bypassing) – slouží jako širokopásmový filtr pro napájení celé desky nebo její části, eliminuje vliv indukčností přívodu od napájecího zdroje, kontaktních přechodových odporu napájecích konektoru atd.
2. Lokální (decoupling) – slouží jako lokální zdroj energie pro součástky a redukuje impulzní proudy, které by jinak protékaly celou deskou.
3. Skupinový (bulk) – slouží jako zdroj energie pro současné nabíjení několika kapacitních záteží.

V tomto článku byl použit překlad textu z článku Decoupling capacitor na anglické Wikipedii.